# Немања Ковач
Немања Ковач (Сарајево, 03. јануара 1996) познати и под надимком “Hunter”, је професионални Counter Strike Global Offensive (CS:GO) играч. Немања је, 2020. године, био 13. најбољи играч на свету.
Немања Ковач је, иако рођен у Сарајеву, одрастао у Бијељини. Током раног детињства су се његови родитељи одлучили за отварање играонице, коју је он, као петогодишње дете, редовно посећивао и користио гејминг опрему заједно са својим рођаком, Николом Ковачем, који је данас, такође, професионални CS:GO играч. 

Први СБЦ турнир, истовремено и први турнир икада, је освојио са девет година, када је заправо непланирано играо као замена за петог играга тима Mousesports.
Током његовог одрастања је тренирао фудбал, да би, након што је схватио да ће доћи време, када ће играње CS:GO-а моћи постати више од хобија, одлучио да престане да тренира фудбал и посветио све своје време усавршавању својих вештина у CS:GO-у.

## Каријера
Почетком каријере Немање Ковача може се сматрати СБЦ турнир, који је, 2005.г. освојио као члан тима Mousesports.
Први професионални уговор потписује 2016. године, када постаје део iNation-a, у којем остаје тачно годину дана. У марту 2017. године Binary Dragons постаје његов нови тим којег напушта већ у октобру исте године, када се придружује тиму Valiance, у којем остаје све до јуна 2019. године. Након тога, врло кратко постаје део тима CR4ZY, да би се у окторбу придружио тиму G2, чији је тренутно члан.

## Достигнућа
Године 2019. је освојио прво место на турниру United Masters League Season 1 као део Valiance тима, док је исте године на турниру Champions Cup Finals такође освојио прво место али са G2. Као члан G2 тима, 2019. године на турниру cs_summit5 осваја друго место.
Што се тиче 2020. године, учествовао је на четири турнира, на којима је освојио два друга и два трећа места. 
Наредне године, 2021., игра на три турнира, где осваја два друга и једно прво место.
| Година      | Турнир                                         | Пласман     | Тим      |
| ----------- | ---------------------------------------------- | ----------- | -------- |
| 31.03.2019. | United Masters League Season 1                 | Прво место  | Valiance |
| 15.12.2019. | cs_summit 5                                    | Друго место | G2       |
| 22.12.2019. | Champions Cup Finals                           | Прво место  | G2       |
| 16.02.2020. | BLAST Premier: Spring 2020 Regular Season      | Треће место | G2       |
| 01.03.2020. | Intel Extreme Masters XIV - World Championship | Друго место | G2       |
| 14.06.2020. | DreamHack Masters Spring 2020: Europe          | Друго место | G2       |
| 04.11.2020. | BLAST Premier: Fall 2020 Regular Season        | Треће место | G2       |
| 18.04.2021. | BLAST Premier: Spring Showdown 2021            | Друго место | G2       |
| 18.07.2021. | Intel Extreme Masters XVI - Cologne            | Друго место | G2       |
| 07.11.2021. | PGL Major Stockholm 2021                       | Друго место | G2       |